# Пелтіноаса (комуна)
Пелтіноаса (рум. Păltinoasa) — комуна у повіті Сучава в Румунії. До складу комуни входять такі села (дані про населення за 2002 рік):
- Капу-Кодрулуй (2636 осіб)
- Пелтіноаса (3020 осіб) — адміністративний центр комуни

Комуна розташована на відстані 346 км на північ від Бухареста, 25 км на південний захід від Сучави, 130 км на захід від Ясс.

## Населення
За даними перепису населення 2002 року у комуні проживали 5656 осіб.
Національний склад населення комуни:
| Національність | Кількість осіб | Відсоток |
| -------------- | -------------- | -------- |
| румуни         | 5481           | 96,9%    |
| поляки         | 99             | 1,8%     |
| німці          | 43             | 0,8%     |
| цигани         | 32             | 0,6%     |
| українці       | 1              | < 0,1%   |

Рідною мовою назвали:
| Мова       | Кількість осіб | Відсоток |
| ---------- | -------------- | -------- |
| румунська  | 5505           | 97,3%    |
| польська   | 85             | 1,5%     |
| циганська  | 32             | 0,6%     |
| німецька   | 32             | 0,6%     |
| угорська   | 1              | < 0,1%   |
| українська | 1              | < 0,1%   |

Склад населення комуни за віросповіданням:
| Релігія        | Кількість осіб | Відсоток |
| -------------- | -------------- | -------- |
| православні    | 5351           | 94,6%    |
| римо-католики  | 173            | 3,1%     |
| п'ятдесятники  | 59             | 1,0%     |
| адвентисти     | 54             | 1,0%     |
| бретрени       | 18             | 0,3%     |
| греко-католики | 1              | < 0,1%   |